# Henricus Baryphonus
Henricus Baryphonus, de son vrai nom Heinrich Pipegrop, né le 17 septembre 1581 à Wernigerode et mort le 13 janvier 1655 à Quedlinbourg, est un théoricien de la musique et compositeur allemand.

## Biographie
Henricus Baryphonus fait ses études à l'école latine de Wernigerode, puis à l'Université d'Helmstedt. En 1605, il se rend à Quedlinbourg où il devient cantor à  Saint-Benedicti (de) et professeur au Gymnasium de Quedlinburg (de). À partir de 1606, il devient Subkonrector. Il écrit dix-sept traités sur la musique mais seul le Pleiades musicae quae in certas sectiones distrubutae praecipuas questiones musicas discutiunt, publié à Halberstadt en 1615 a survécu. Il n'existe aussi plus que deux de ses œuvres musicales.